# Kvarnerský záliv

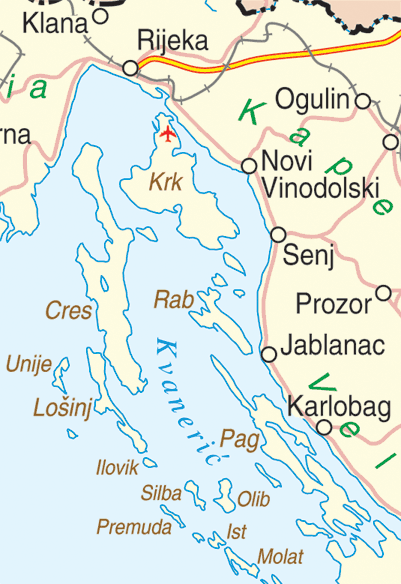
Mapa Kvarnerského zálivu

Kvarnerský záliv (chorvatsky Kvarnerski zaljev, italsky Golfo del Quarnero, Quarnaro, Carnaro) je záliv v Chorvatsku. Dělí se na tři části:
- záliv Kvarner mezi Istrií a ostrovem Cres
- Rijecký záliv rozkládající se severně od ostrovů Krk a Cres, pojmenovaný podle Rijeky, která u něj leží
- záliv Kvarnerić, rozkládající se mezi ostrovy Krk, Rab, Pag, Lošinj a Cres. Končí u ostrovů Maun, Olib, Silba, kde na něj navazuje Virské moře, které již není součástí zálivu.

## Popis zálivu
Záliv se nachází mezi Dalmácií a poloostrovem Istrie, v severovýchodní části Jaderského moře. Největším městem na pobřeží zálivu je Rijeka, zároveň jedno z nejdůležitějších měst země. Díky velké hloubce v zálivu v ní mohou kotvit i velké lodě (tankery atp.).
V oblasti zálivu se také nacházejí ostrovy Krk, Cres, Rab, Lošinj, Pag a ještě mnoho dalších menších. Ostrov Krk je s pevninou spojen mostem.